# Museo de Historia de Fráncfort

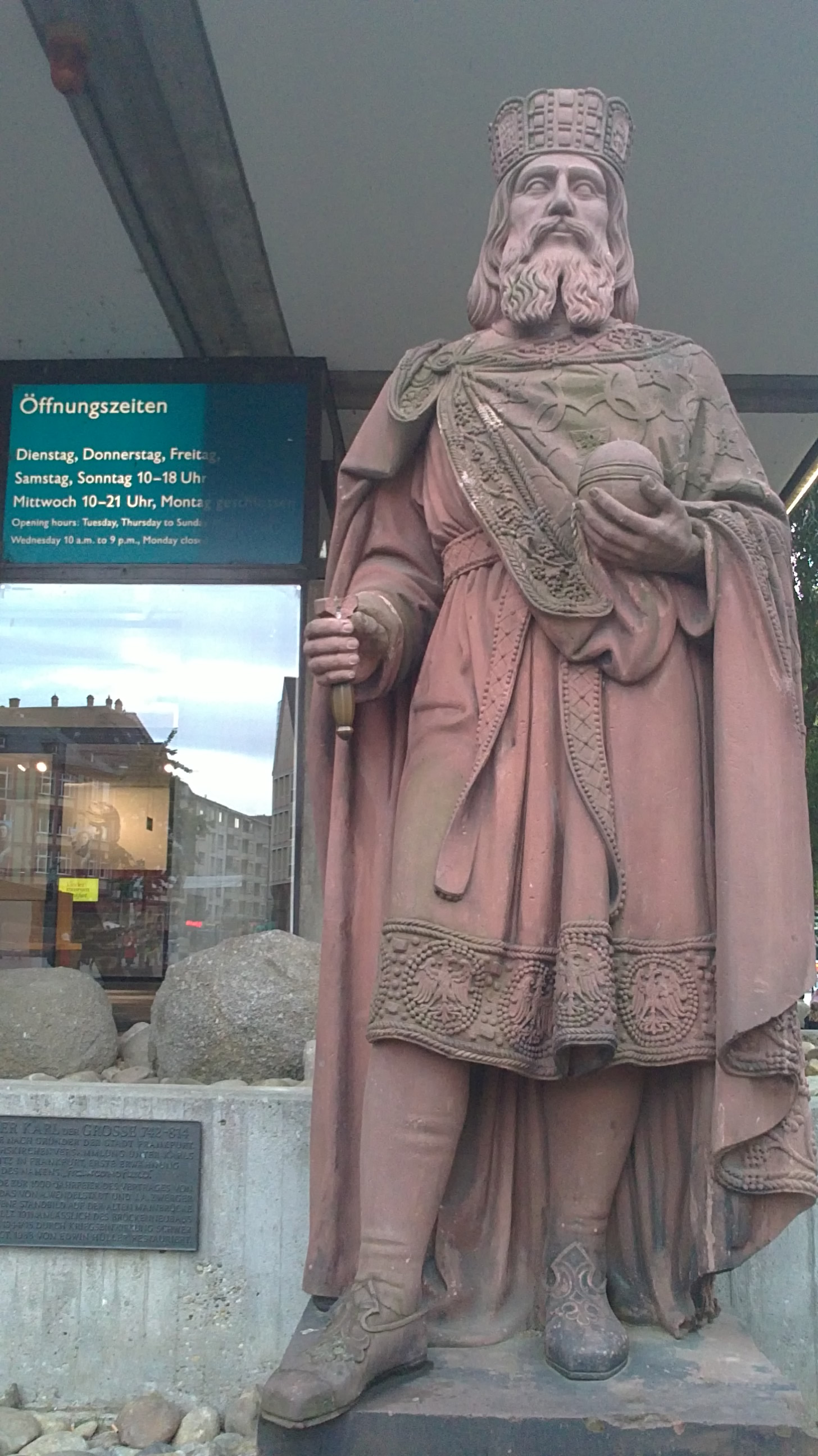
Estatua de Carlomagno en la entrada de antiguo edificio (hasta 2011)

El Museo de Historia de Fráncfort (en alemán: Historisches Museum Frankfurt) es un museo histórico de la ciudad de Fráncfort del Meno, Alemania, fundado en 1878 con el fin de reunir, estudiar y exhibir diferentes aspectos de la historia de la ciudad hesiana, y del país en general. Se trata de uno de los museos históricos más antiguos de Alemania.
Desde 1955, el museo está instalado en Saalhof, la construcción más antigua de la ciudad de Fráncfort que aún se mantiene en pie, ubicada al sur de Römerberg, en Museumsufer (a orillas del río Meno), entre la iglesia de San Nicolás y Mainkai.

## Historia
El Museo de Historia de Fráncfort fue fundado en 1878 por una iniciativa ciudadana en una época en la que los museos se hacían cada vez más populares, y sobre todo por la influencia del recién inaugurado Museo Etnológico de Berlín. Conforme sus estatutos, la misión principal del museo es «adquirir objetos relevantes, principalmente antigüedades culturales y artísticas, con especial enfoque en la ciudad de Fráncfort y sus alrededores, y aprovecharlos para la investigación científica». El museo debe en todo momento dedicarse a actividades educativas y mantener viva la memoria de la Ciudad Libre de Fráncfort.
Sin embargo, tras finalizar la Primera Guerra Mundial y durante el período de entreguerras, el papel del museo quedó relegado a la categoría de museo local (Heimatmuseums), habiendo vendido o entregado importantes colecciones a otros museos, principalmente al Museo de las Artes Decorativas de Frankfurt. En 1934, el museo recibió la calificación de Museo de Historia Local (Stadtgeschichtliches Museum). La imposición de la ideología nazi en esos años limitó su labor educativa e hizo necesaria una separación entre historia moderna e historia antigua, propiciando que en 1937 el departamento arqueológico del museo se convirtiera en un museo propio de prehistoria e historia temprana, que años más tarde se convertiría en el actual Museo Arqueológico de Fráncfort.
Hasta los bombardeos de Fráncfort de 1944 –en el marco de la Segunda Guerra Mundial–, las exposiciones del museo se repartían entre varios edificios históricos, como el Leinwandhaus. Los ataques causaron la destrucción del casco antiguo de la ciudad, y por consiguiente la pérdida de archivos enteros del museo, partes de la biblioteca y todas las exhibiciones permanentes. Aunque la mayoría de colecciones almacenadas se habían reubicado ya en 1942, parte de ellas tampoco pudo salvarse de la destrucción, con 95 cuadros de gran valor perdidos o desaparecidos hasta el día de hoy.
Con todo, una vez terminada la guerra, el museo recuperó su categoría de Museo Histórico, reiterando de nuevo su papel de institución educativa.
En noviembre de 1955, la dirección del museo y la Colección Gráfica se trasladaron al histórico Saalhof, en Römerberg, aunque su inauguración no se produciría hasta julio de 1957 por las malas condiciones en las que se encontraban los edificios del complejo destinados para alojar las colecciones. Algunas partes del edificio no serían saneadas hasta una década más tarde, habiendo permanecido la capilla principal en ruinas desde el final de la guerra hasta su restauración en 1967.

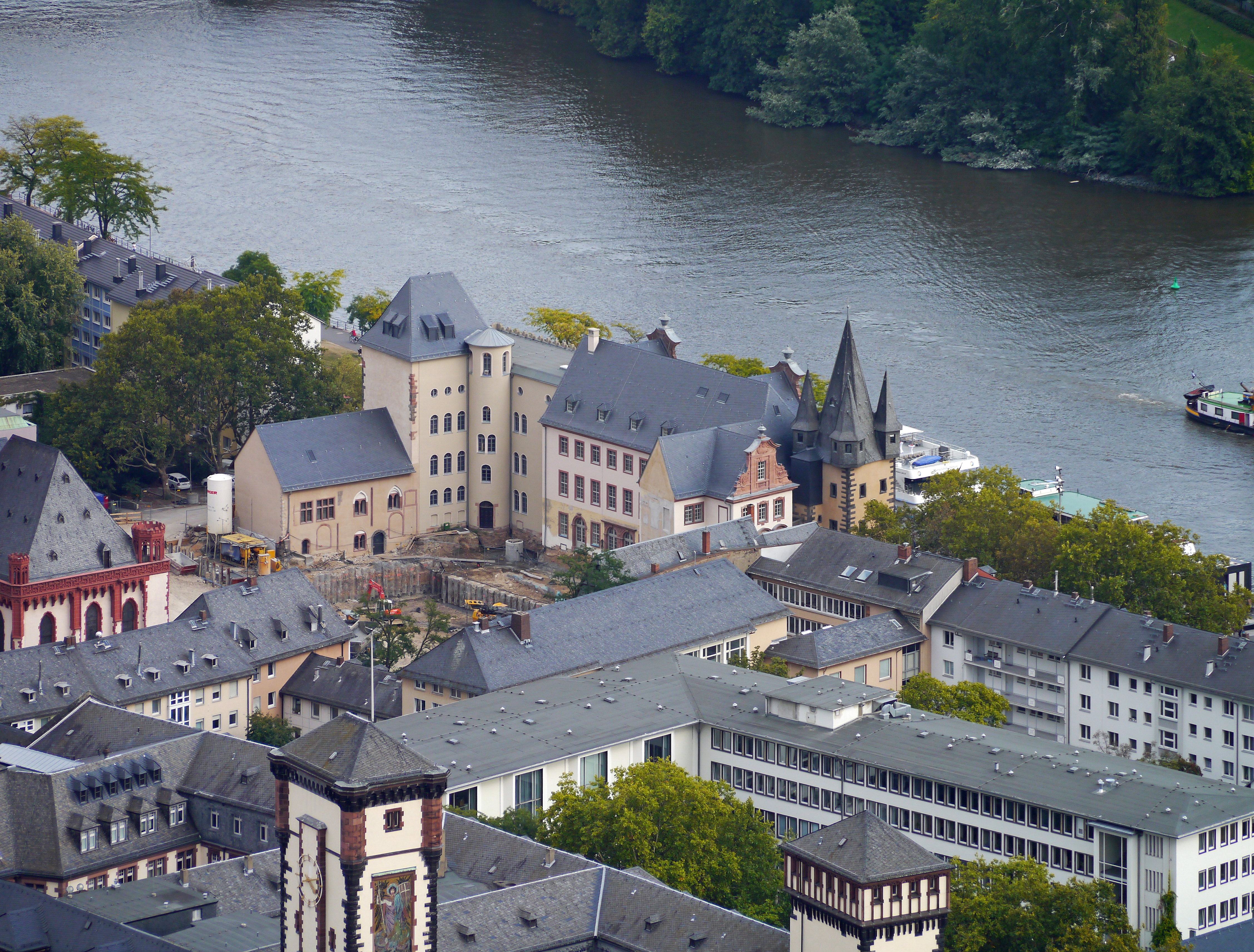
Sitio de construcción del ala nueva del museo, 2012

En 1971 se inició la construcción de un ala nueva para el museo en la histórica Saalgasse –la antigua calle adyacente al Saalhof–, cuya primera fase se inauguró en octubre de 1972. Dicha renovación requirió sin embargo el derribo de algunas estructuras históricas del lugar, incluido un edificio neoclásico de 1833 y una puerta gótica. Aquello, junto al diseño del nuevo edificio, carente de ventanas y con elementos de hormigón visto al estilo brutalista, generó muchas críticas. También fue muy criticada la nueva exposición permanente sobre la historia de Fráncfort instalada en dicho edificio, por sus tintes políticos de inspiración anticapitalista. La sección sobre el siglo xx y el movimiento soviético de Fráncfort fue particularmente controvertida.
No obstante, y a pesar de las críticas, la estructura de hormigón de la todavía llamada «ala nueva» del museo no desaparecería hasta cuatro décadas después. En 2007 la ciudad resolvió demoler el edificio y sustituirlo por otro más moderno y con fachada de piedra arenisca, encajando mucho mejor en el entorno histórico de Römerberg y sus edificios, como la antigua iglesia de San Nicolás. El nuevo proyecto incluía la ampliación del área de exposición del Museo Histórico en unos 5000 m², destinados a la exposición permanente, y en unos 1000 m² para las exposiciones temporales. La colocación de la primera piedra, acompañada de solemnes actos, tuvo lugar en mayo de 2011. A partir de 2012 y hasta su inauguración el 7 de octubre de 2017, muchas partes del museo antes cerradas al público, como el emblemático Rententurm, se abrieron a los visitantes tras su acondicionamiento para alojar parte de las exhibiciones y galerías.

## Exhibición y colecciones
Las colecciones del museo se dividen cronológicamente en varias exhibiciones permanentes:
- La Fráncfort medieval
- La Fráncfort de la Baja Edad Media
- Fráncfort en los siglos xvi a xix
- Fráncfort, la ciudad del siglo xx
- Historia de la metrópolis entre 1866 y 2001

### Galería

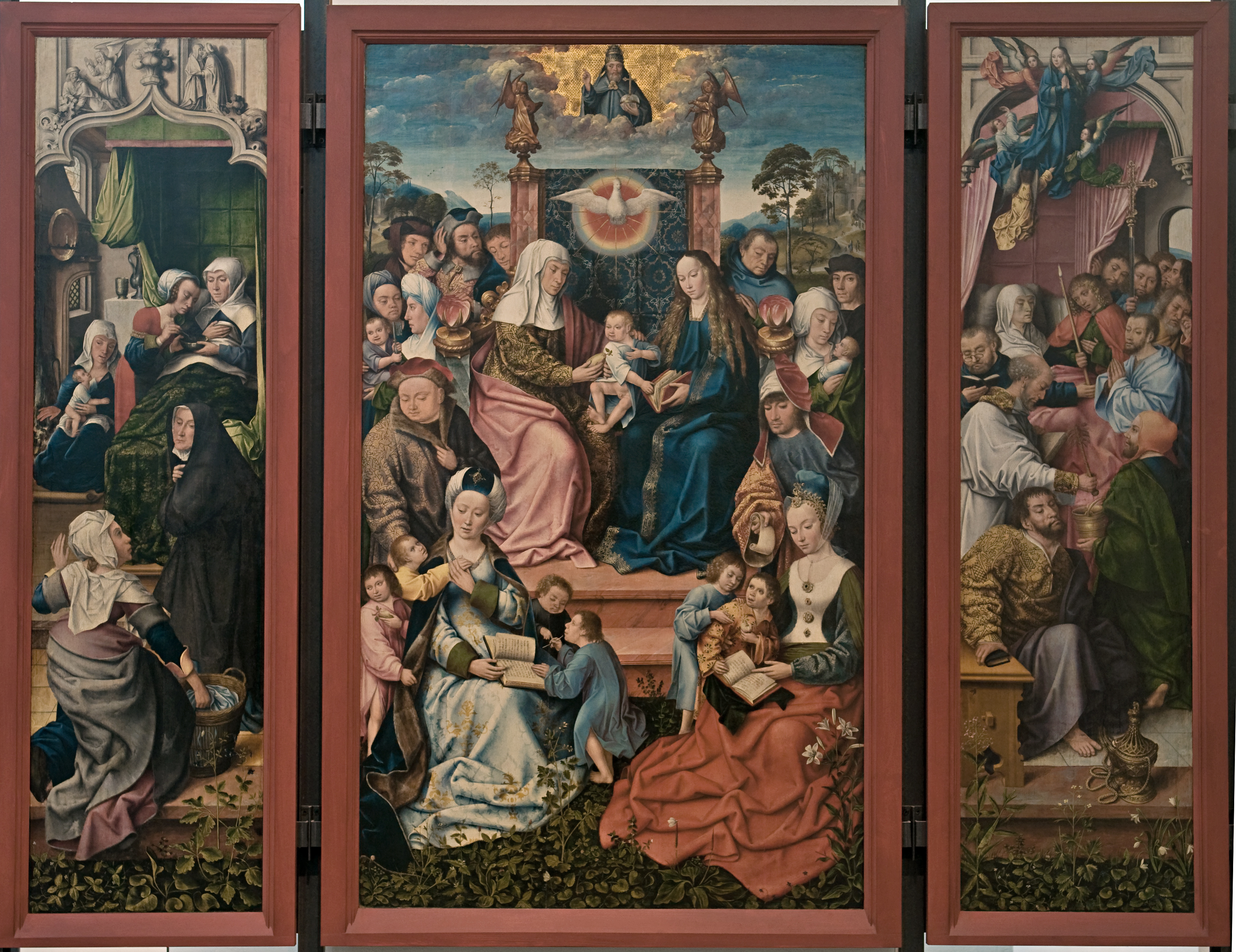
Retablo de Santa Ana de la iglesia dominicana de Fráncfort, obra del Maestro de Fráncfort (ca. 1505)
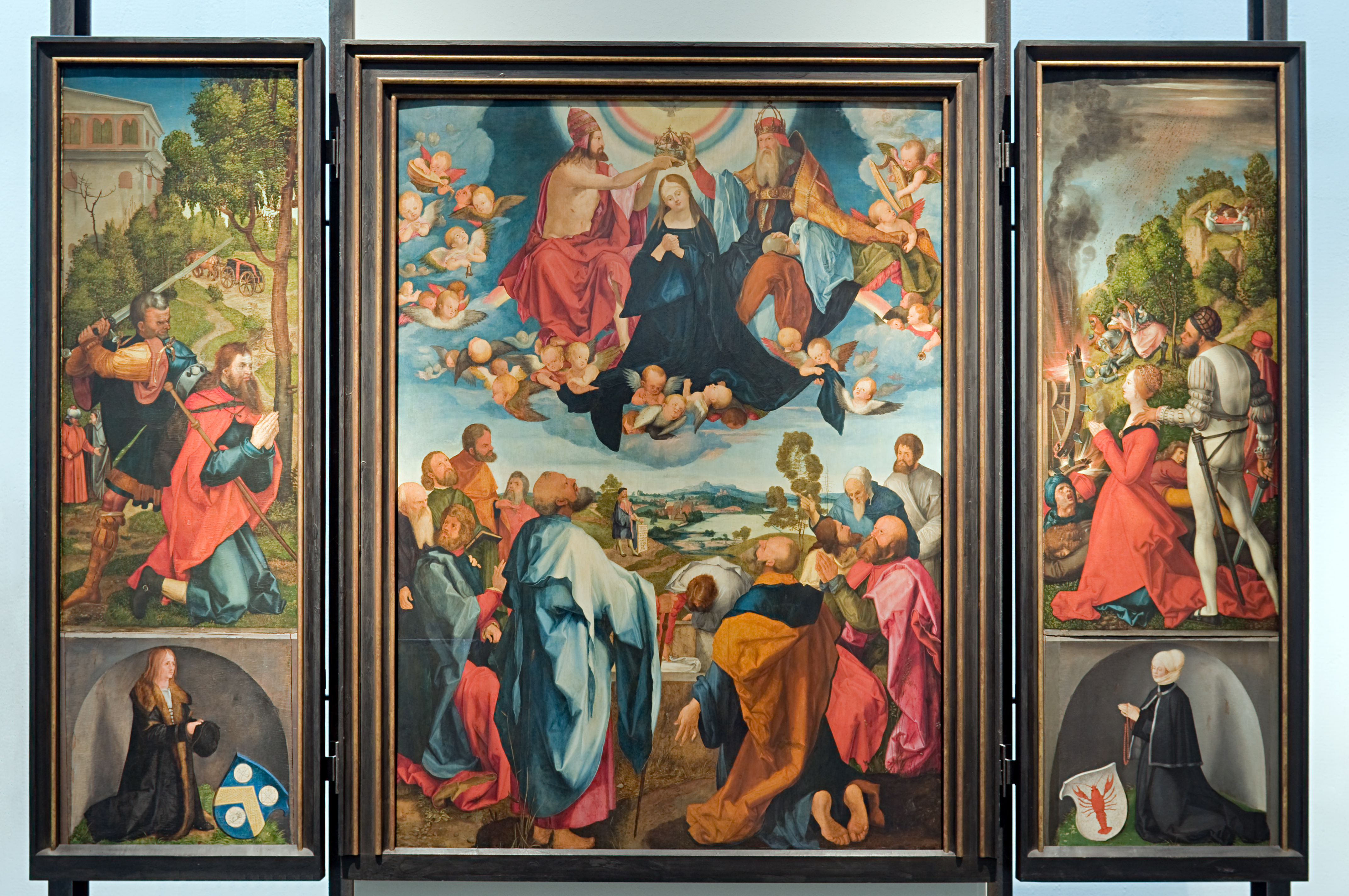
Retablo de Heller de la iglesia dominicana de Fráncfort, obra de Albrecht Dürer y Matthias Grünewald (ca. 1510)
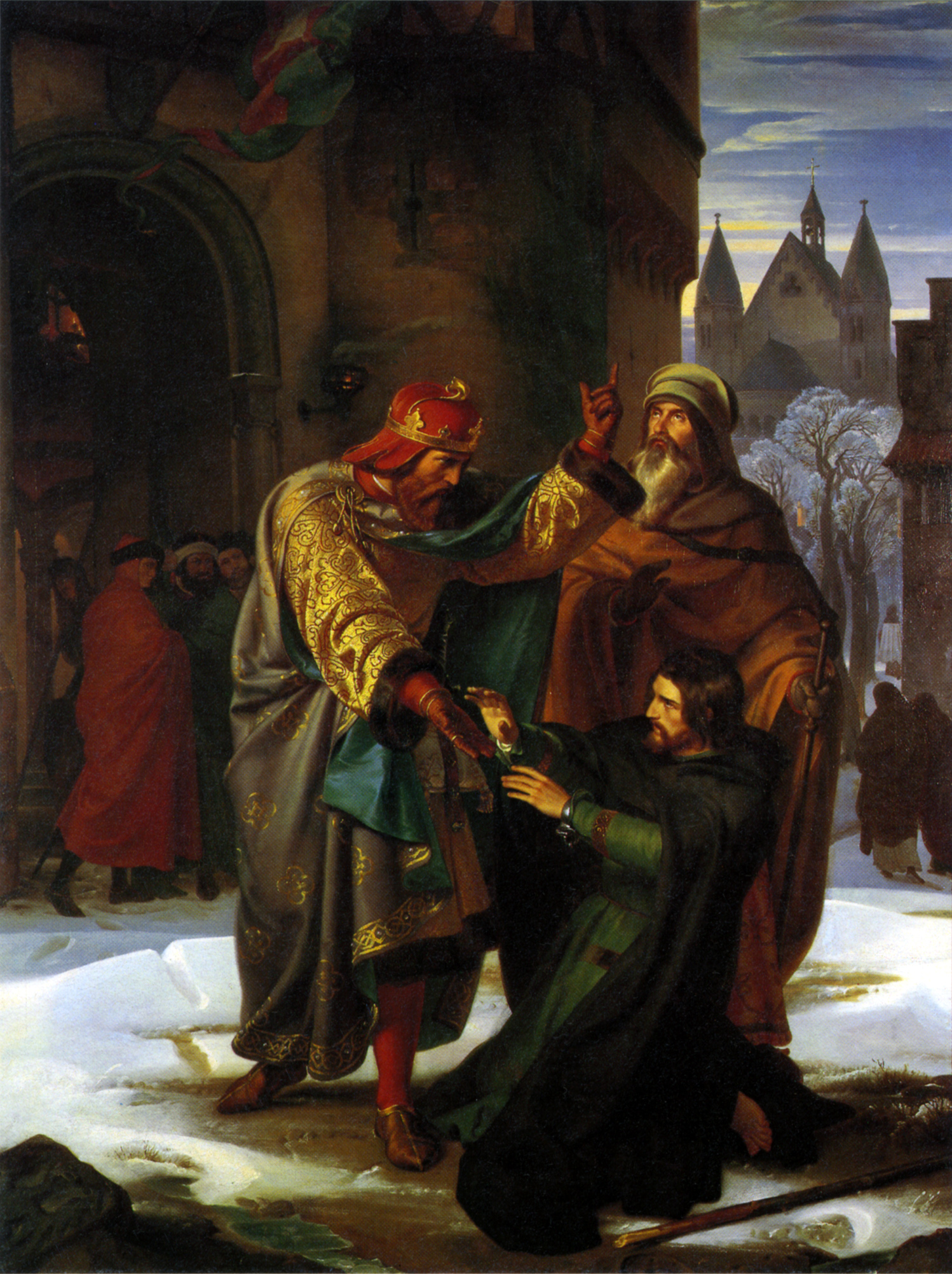
Reconciliación del rey Otón con su hermano Heinrich en Fráncfort, 941 (Alfred Rethel, 1840)
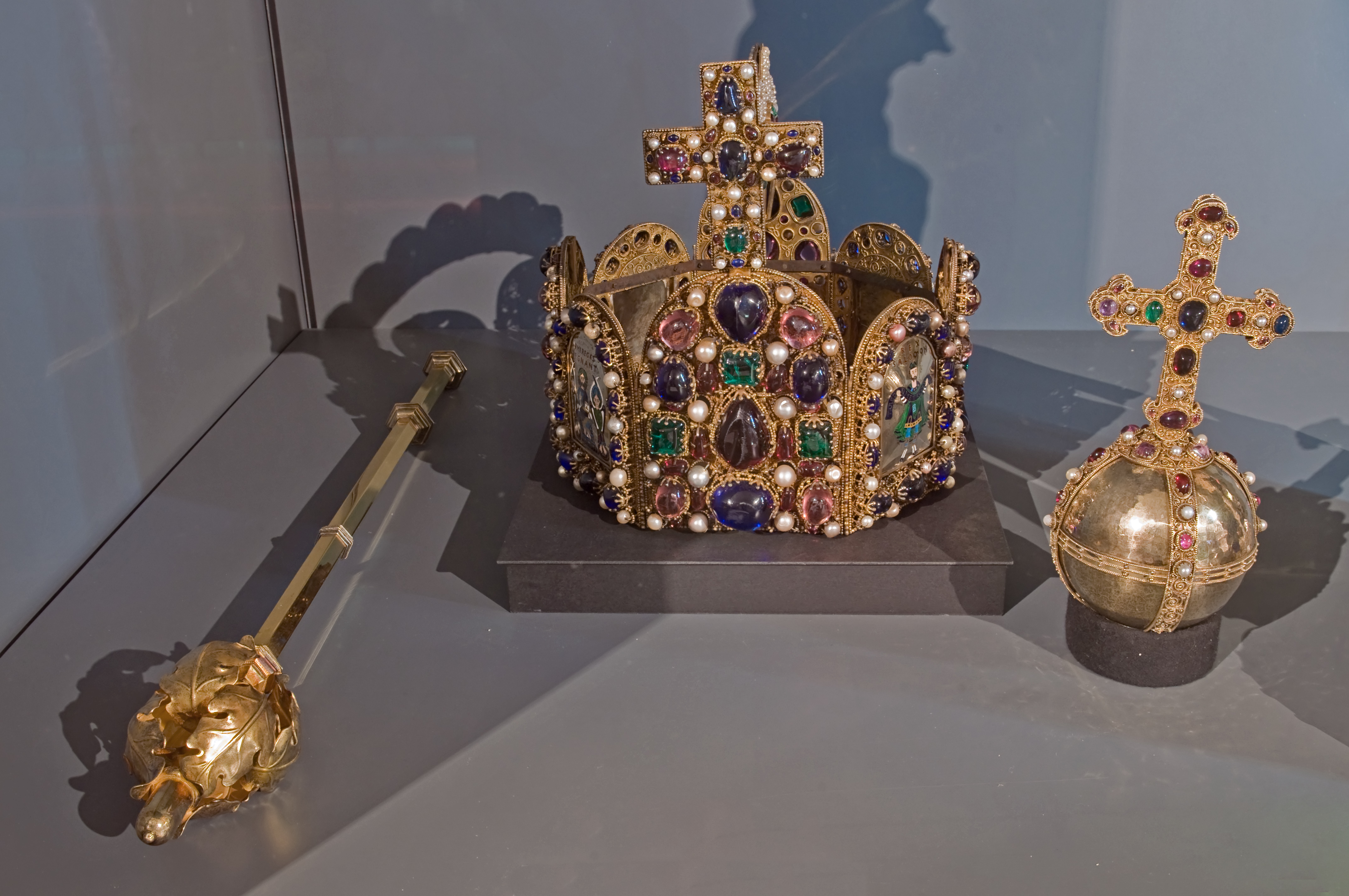
Réplicas de artefactos simbólicos del Imperio Alemán (1913)
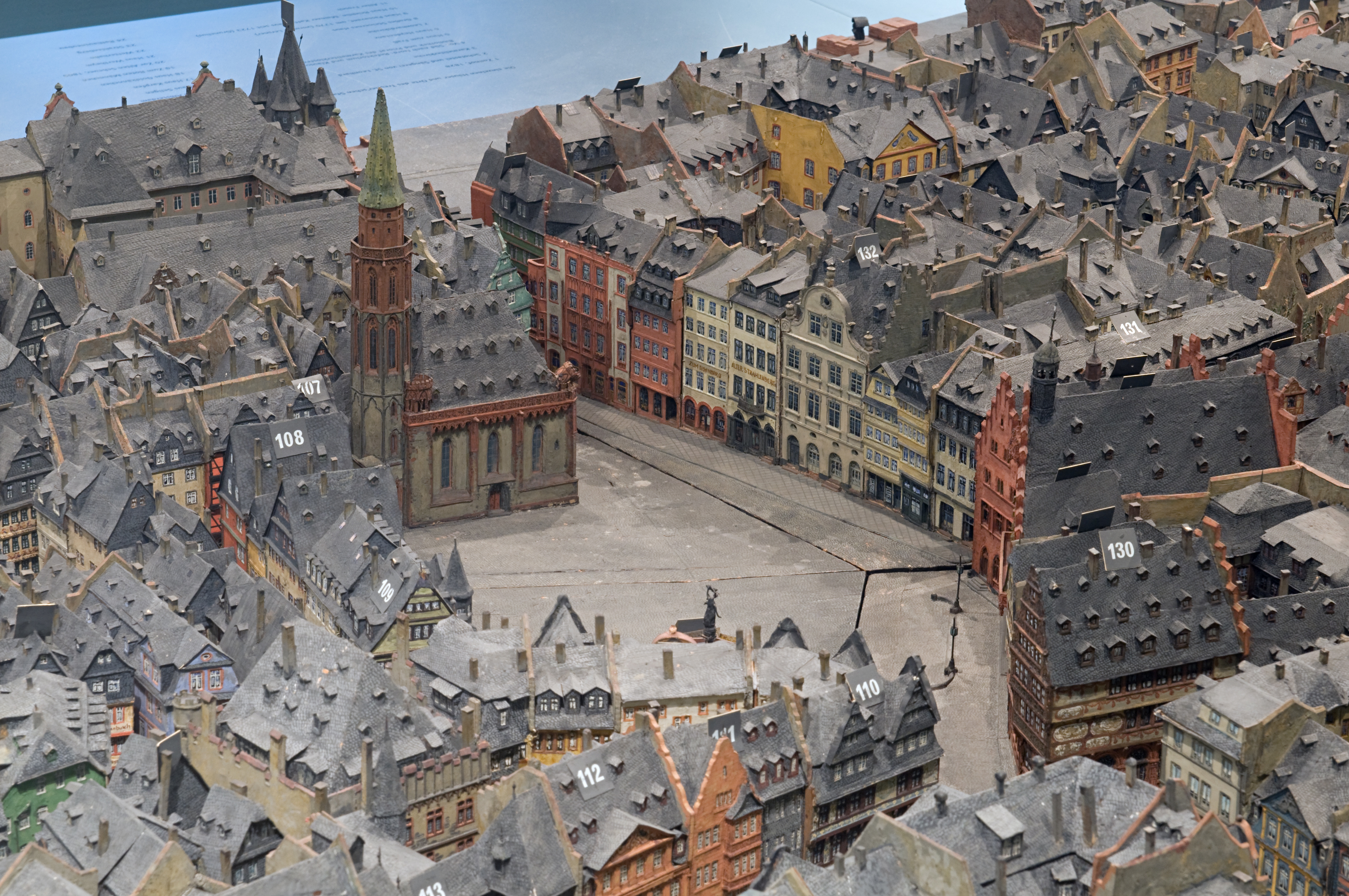
Modelo de la Ciudad Vieja de Fráncfort
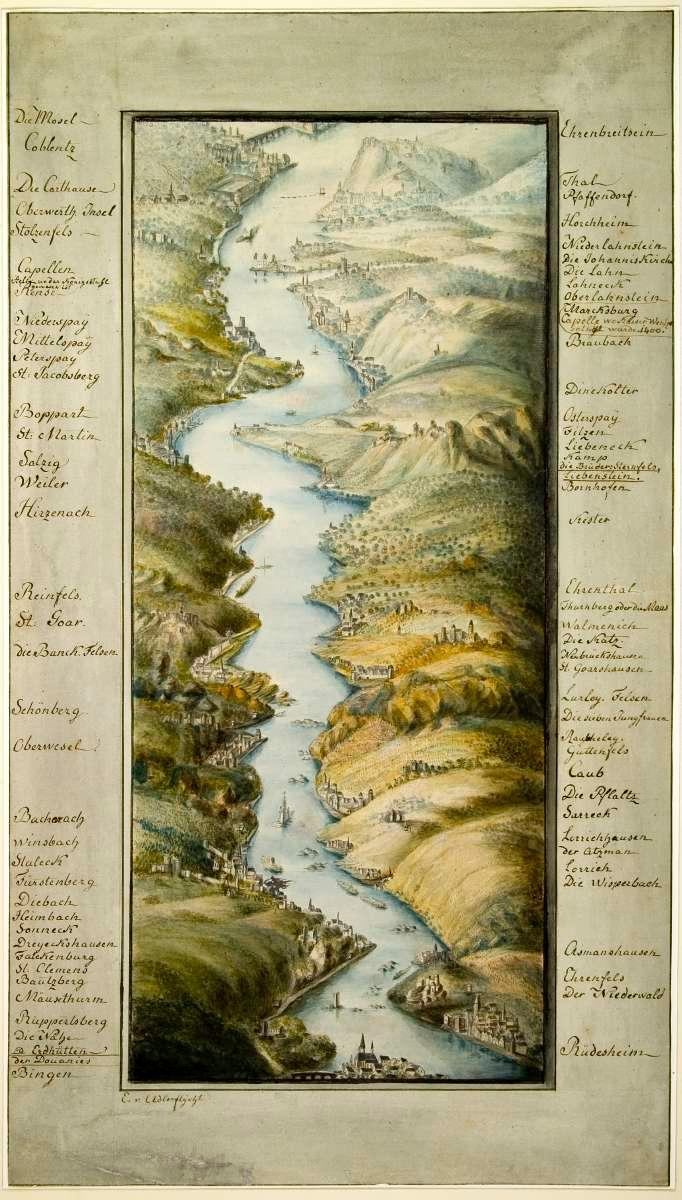
El valle del Rin desde Bingen a Coblenza (Elisabeth von Adlerflycht, 1811)
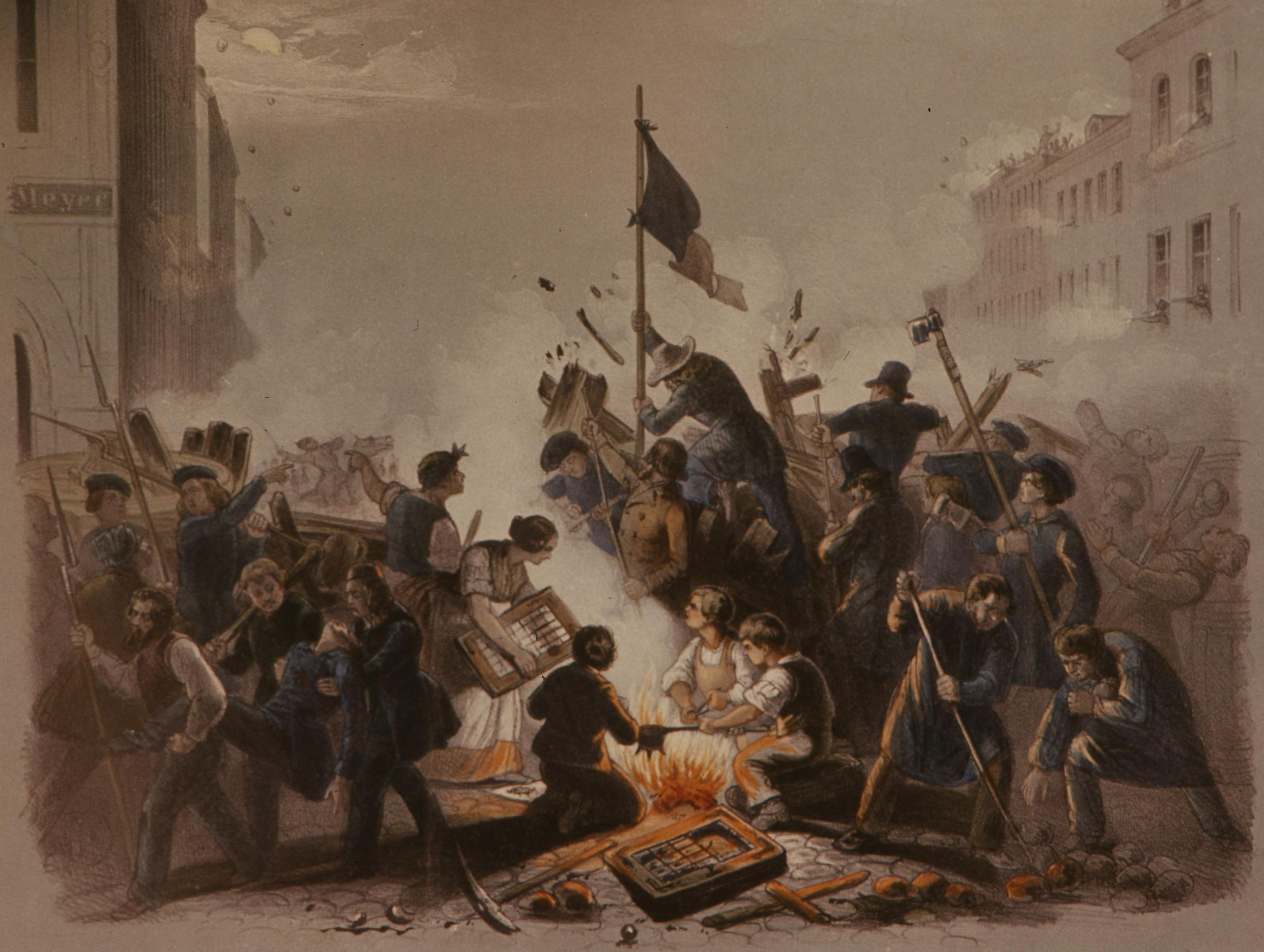
La barricada del sur de la Friedrichstraße (1848)